# Donald Machholz
Donald Edward Machholz, né le 7 octobre 1952 à Portsmouth en Virginie et mort le 9 août 2022 à Wikieup, en Arizona, est un astronome amateur américain, crédité de la découverte de 12 comètes qui portent son nom.

## Biographie
Donald Machholz a été un prolifique chasseur de comètes, crédité de la découverte de 12 comètes, dont les comètes périodiques 96P/Machholz, dite « Machholz 1 », et 141P/Machholz (« Machholz 2 »). Ses plus récentes découvertes incluent C/2004 Q2 (Machholz), comète non périodique qui était aisément visible avec des jumelles dans le ciel boréal en 2004 et 2005, et C/2018 V1 (Machholz-Fujikawa-Iwamoto).
Donald Machholz est également considéré comme l'un des inventeurs du marathon Messier, qui est une course visant à observer tous les objets de Messier en une seule nuit. Il a reçu à plusieurs reprises le prix Edgar-Wilson.
Machholz est mort le 9 août 2022 à son domicile de Wikieup, en Arizona, des suites de complications liées au COVID-19
Sa notice nécrologique publiée dans Astronomy indique que "dans les années qui ont précédé sa mort, Machholz était considéré comme le découvreur visuel de comètes le plus prolifique en vie".

## Hommages
L'astéroïde (245983) Machholz a été nommé en son honneur.

## Ouvrages
- (en) Decade of Comets: A Study of the 33 Comets Discovered by Amateur Astronomers Between 1975 and 1984, 1985.
- (en) An observer's guide to comet Hale-Bopp: Making the most of Comet Hale-Bopp : when and where to observe Comet Hale-Bopp and what to look for, Colfax, MakeWood Products, 1996.
- (en) The Observing Guide to the Messier Marathon: A Handbook and Atlas, Cambridge University Press, 2002.